# Université de Rennes 1
A Rennes 1 Egyetem (franciául: Université de Rennes 1) a franciaországi Rennes városában található állami egyetem. Szakterületei a természettudományok, a technológia, a jog, a közgazdaságtan, a menedzsment és a filozófia. Jelenleg mintegy 30 000 hallgató van beiratkozva, az egyetemen mintegy 1800 oktató és 1700 egyéb alkalmazott dolgozik. 2023-ban a Rennes 1. Egyetem az "UNIR" projekt keretében négy iskolával egyesül, hogy egy új Rennes-i Egyetemet hozzon létre.

## Híres hallgatók
- Łuszcz Viktor, versenyjogra és védjegyjogra szakosodott ügyvéd